# Bruder Konrad (Gernlinden)

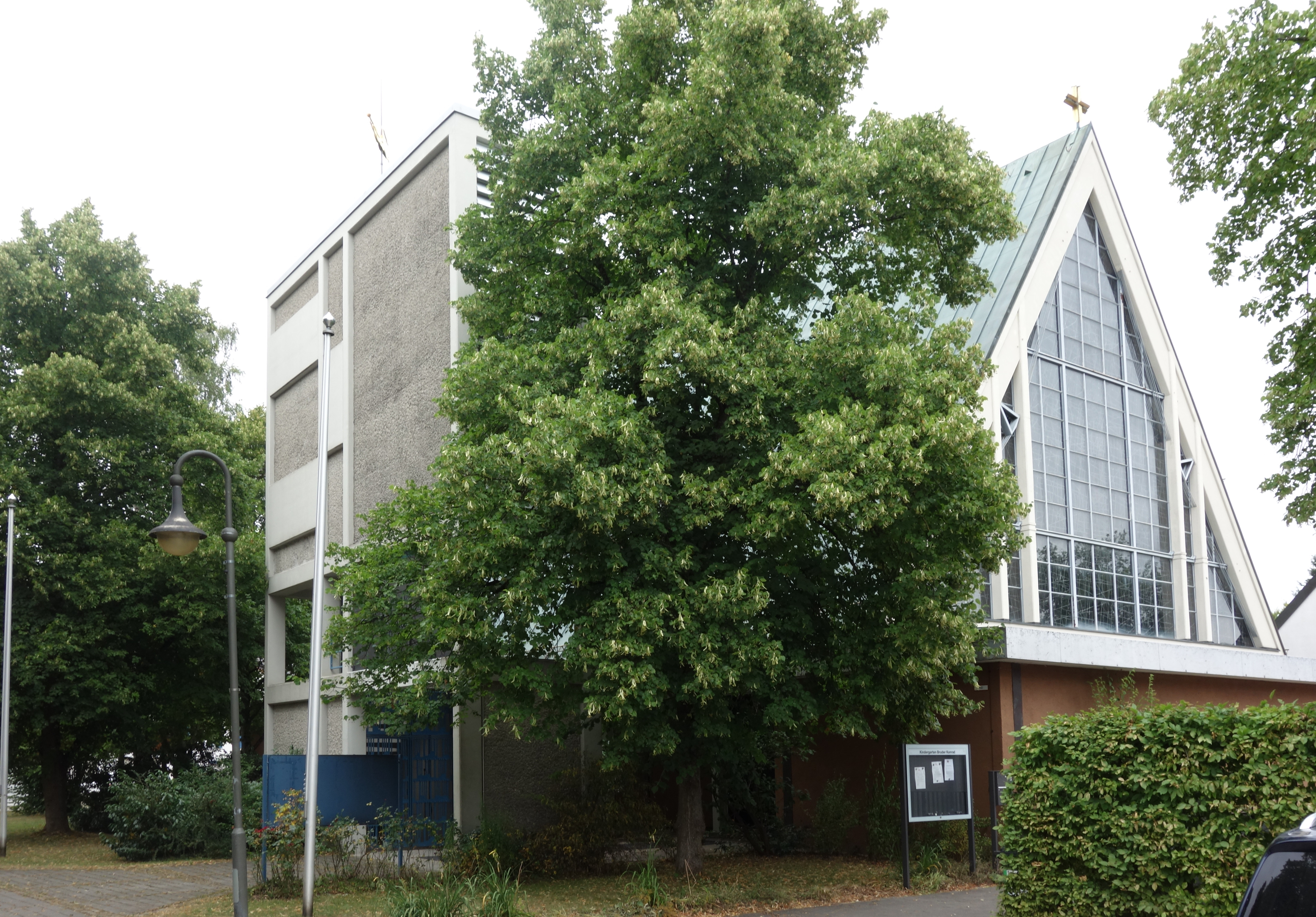
Die Pfarrkirche Bruder Konrad

Die römisch-katholische Kirche Bruder Konrad in Gernlinden, Gemeinde Maisach, ist eine Pfarrkirche im Pfarrverband Maisacher Land. 

## Geschichte und Architektur

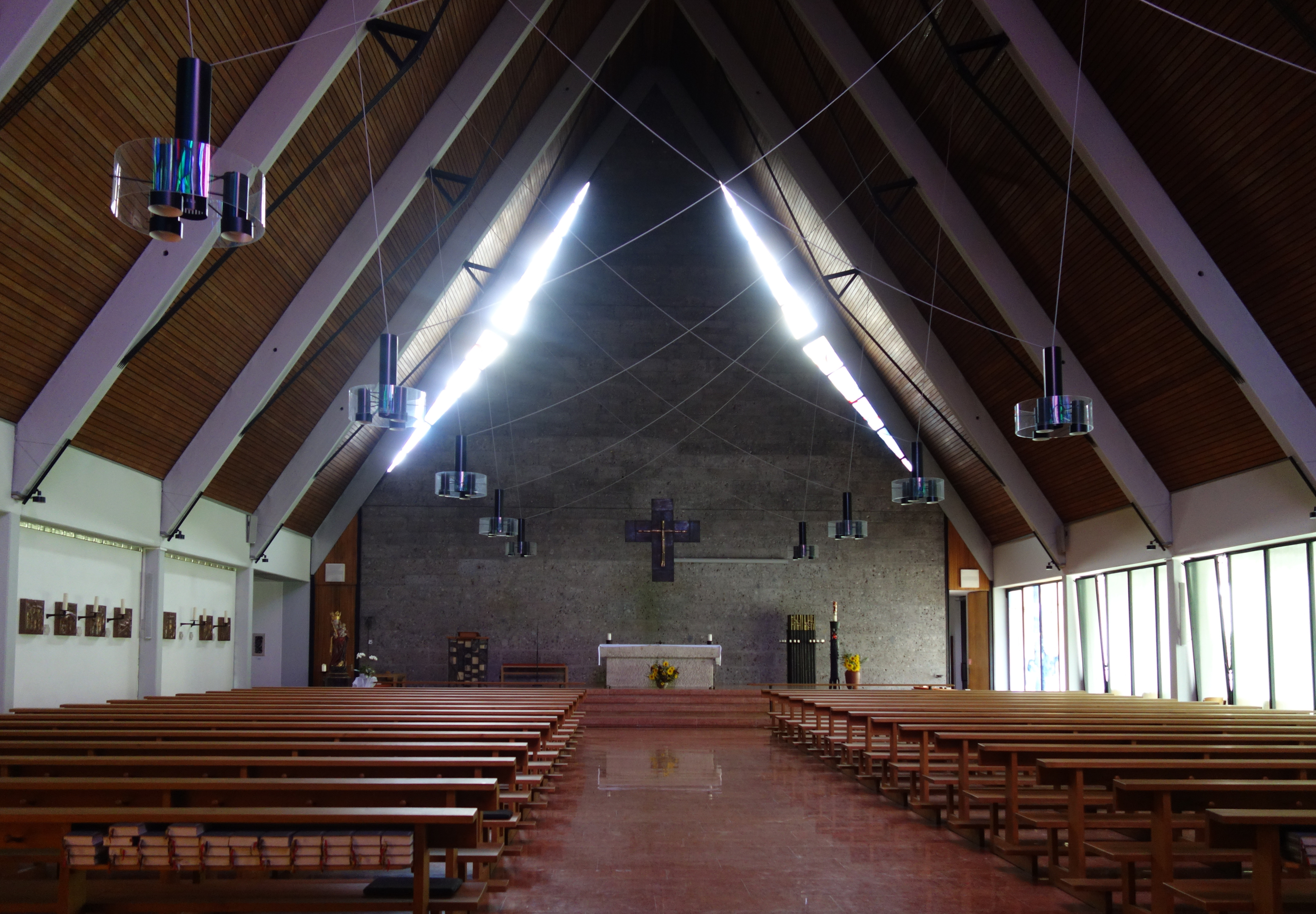
Blick auf den Altar

Bereits 1934 wurde eine St. Konrad-Kirche in Gernlinden errichtet, die sich an der Stelle des heutigen Pfarrsaals befand. Wegen des starken Bevölkerungszuwachses wurde sie zu klein und Anfang der 1960er-Jahre wurde ein Neubau beschlossen: eine Saalkirche mit einem spitzen, tief heruntergezogenen Satteldach. Am 31. Mai 1964 wurde sie von Kardinal Julius Döpfner geweiht.
Über den gesamten Südgiebel erstreckt sich ein Buntglasfenster, das für eine Beleuchtung in tiefen Blautönen des Kirchenraums sorgt.
An der einen Längsseite des Kirchenschiffs befinden sich etwa 3 Meter hohe Fenster zum Innenhof des Pfarrzentrums. Als 2013 ein Fenster zerstört wurde, ließ der ehemalige Kirchenbauverein es durch Glaspanelen ersetzen, die von dem Künstler Reiner John gestaltet sind.

## Orgel

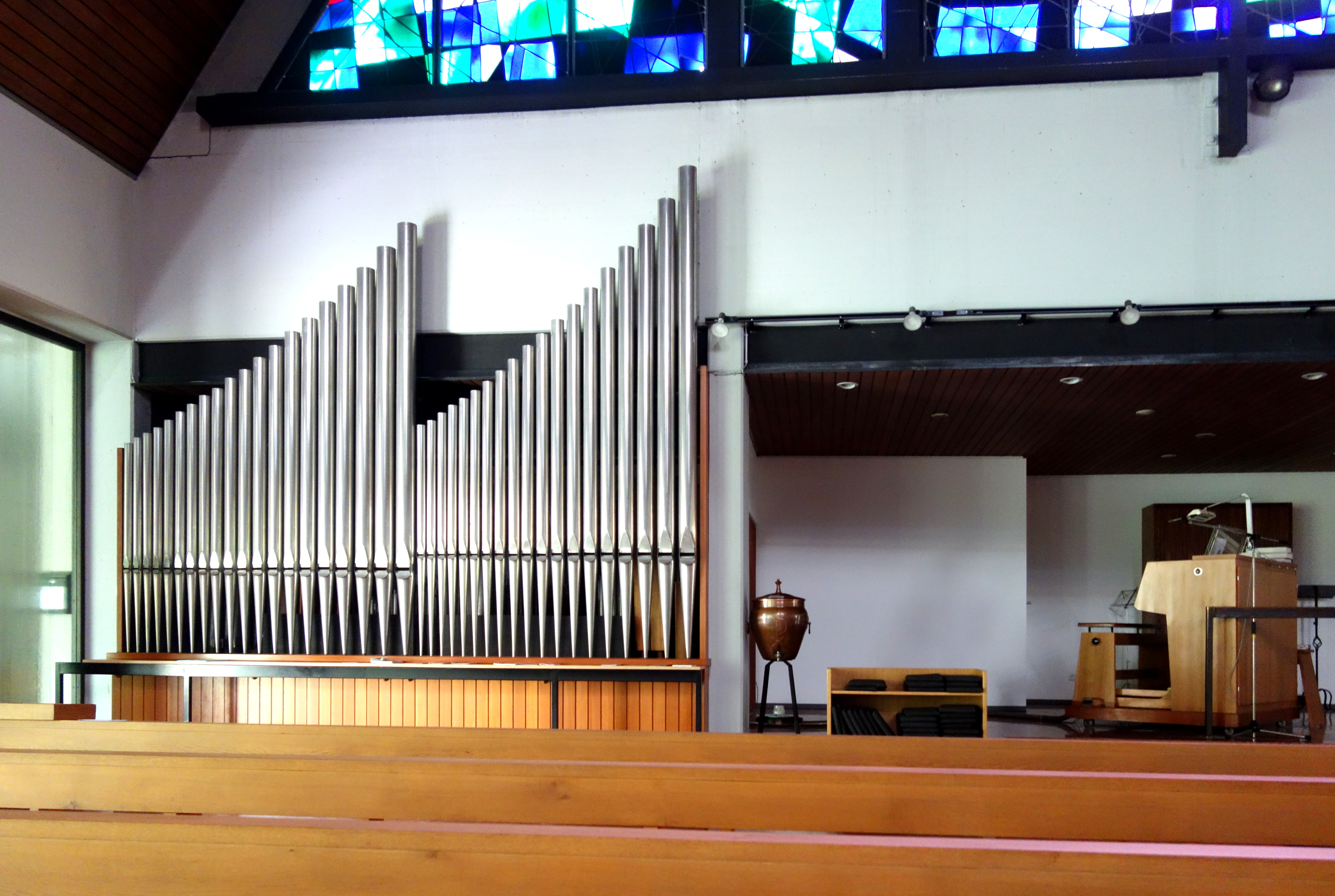
Die Ismayr-Orgel

Die Orgel mit 18 Registern auf zwei Manualen und Pedal wurde 1973 von Günter Ismayr gebaut. Die Disposition, entworfen von Heinrich Wismeyer, lautet:
| I Manual C–g3  |    |
| Prinzipal      | 8′ |
| Rohrflöte      | 8′ |
| Oktave         | 4′ |
| Kleingedeckt   | 4′ |
| Flachflöte     | 2′ |
| Sesquialter II |    |
| Mixtur IV      |    |

| II Manual C–g3 |       |
| Holzgedackt    | 8′    |
| Metallflöte    | 4′    |
| Prinzipal      | 2′    |
| Gemsquinte     | 1 ⁄3′ |
| Zimbel III     |       |
| Krummhorn      | 8′    |
| Tremulant      |       |

| Pedal C–f1  |     |
| Subbaß      | 16′ |
| Oktavbaß    | 8′  |
| Pommer      | 8′  |
| Choralflöte | 4′  |
| Fagott      | 16′ |

- Koppeln: II/I, I/P, II/P
- Bemerkungen: Schleifladen, elektrische Spieltraktur

## Geläut
Die Kirche verfügt über vier Glocken, die im Glockenstuhl des Turms über dem Hauptportal untergebracht sind. Sie wurden 1964 von Karl Czudnochowsky in Erding gegossen und bilden die Melodielinie eines Idealquartetts. Die Glocken im Einzelnen:
| Nr. | Material | Gussjahr | Gießer                     | Durchmesser [mm] | Gewicht [kg] | Schlagton (HT-1/16) |
| --- | -------- | -------- | -------------------------- | ---------------- | ------------ | ------------------- |
| 1.  | Bronze   | 1964     | Karl Czudnochowsky, Erding | 1.323            | 1.380        | d1+2                |
| 2.  | Bronze   | 1964     | Karl Czudnochowsky, Erding | 1.135            | 860          | f1+4                |
| 3.  | Bronze   | 1964     | Karl Czudnochowsky, Erding | 1.008            | 600          | g1+3                |
| 4.  | Bronze   | 1964     | Karl Czudnochowsky, Erding | 846              | 362          | b1+5                |